# Īvowghlī
Īvowghlī (persiska: Īvūghlī, ایواوغلی) är en ort i Iran.   Den ligger i provinsen Västazarbaijan, i den nordvästra delen av landet, 600 km nordväst om huvudstaden Teheran. Īvowghlī ligger 970 meter över havet och antalet invånare är 3 282.
Terrängen runt Īvowghlī är kuperad västerut, men österut är den platt. Runt Īvowghlī är det ganska tätbefolkat, med 75 invånare per kvadratkilometer. Īvowghlī är det största samhället i trakten. Trakten runt Īvowghlī består i huvudsak av gräsmarker.